# 連江縣運動會
連江縣運動會為於中華民國連江縣舉辦的地區性綜合運動會，於1990年舉辦至今。比賽項目除田徑、球類，尚有一般運動會較為少見的磯釣項目；選手組別有部隊軍人、社會人士、中小學生等。

## 歷史
馬祖地區首度出現運動會是在1958年、由馬祖守備區（馬防部前身）為慶祝青年節辦理的「軍民聯合運動會」；該運動會歷經多次更名，1982年定名為「軍民自強運動大會」。1990年，時任馬祖防衛部司令官葉競榮考量國防體育與民間運動性質差異較大，以及部隊選手人數與當地選手人數過於懸殊，舉辦了八屆的「軍民自強運動大會」停辦，連江縣遂籌備第一次全縣運動大會。其後第一屆縣運與舉辦多年的校際運動會合併舉行，定名為「本（連江）縣79年全民自強運動大會」。